# Gyldenholm
Gyldenholm er en herregård på Sjælland, som nævnes første gang i 1350. Indtil reformationen, 1536, hørte området under Sorø Kloster som "Gimplingetorp", ved reformationen kom godset under kronen. Området blev i 1774 solgt til Anders Dinesen, der skabte det nuværende Gyldenholm. Gården ligger i Kirkerup Sogn, Slagelse Kommune. Hovedbygningen er opført i 1863-1864 ved J.D. Herholdt og udsmykket indendøre af guldaldermalerne Constantin Hansen og Georg Hilker. Siden 1862 har Gyldenholm været i slægten Neergaards eje. 
Gyldenholm Gods er på ca. 1.400 ha. Der drives traditionelt land- og skovbrug samt udlejning af boliger og jagt på godset. I hovedbygningen udlejes lokaler til konferencer, møder, undervisning og lignende.  

## Ejere af Gyldenholm
- (1350-1450) Hvideslægten
- (1450-1536) Sorø Kloster
- (1536-?) Kronen
- (?-1573) Bjørn Andersen Bjørn
- (1573-1774) Kronen
- (1774-1793) Anders Dinesen
- (1793-1800) Jens Kraft Dinesen
- (1800-1810) Christopher Schøller Bülow
- (1810-1812) Peter Johansen de Neergaard / Christen Sørensen
- (1812-1829) Jens Peter Jensen
- (1829-1835) Cecilie Sophie Warming gift Jensen
- (1835-1840) Andreas Frederik Langheim
- (1840-1862) Georg Koës Brøndsted
- (1862-1903) Charles Adolph Denis de Neergaard
- (1903-1948) Carl de Neergaard
- (1948-1970) Peter Johansen Charles Eugen de Neergaard
- (1970-1996) Carl Holger Niels de Neergaard
- (1996-) Jacob Johan Thomas de Neergaard